# Pierre Kroll
Pour les articles homonymes, voir Kroll.
Pierre Kroll, né le 25 mars 1958 à Gwaka, dans l'actuelle République démocratique du Congo (à l'époque Congo belge), est un dessinateur et caricaturiste belge.

## Biographie
Fils de Raymond et Yvette, Pierre Kroll naît le 25 mars 1958 à Gwaka,, dans la province de l'Équateur de l'ancien Congo belge. Son père y est agronome tropical, soignant les plantations de caoutchouc de la multinationale Unilever. Comme il le raconte, « En droit coutumier du Congo, tu es de la région et de la tribu où ta mère a enterré son cordon ombilical. Je suis donc un Congolais de la tribu des Gwakas ». À ses deux ans, lors l'indépendance du Congo, les Kroll rentrent en Belgique.

Pierre Kroll passe son enfance successivement à Bruxelles, Luxembourg, et Liège. Il passe ses années d'école primaire dans trois écoles, d'abord communale, puis catholique en banlieue à Ans, puis à nouveau communale à Liège en ville. Il fait ensuite ses humanités à l’athénée de Liège 1.
Pierre Kroll a été scout aussi, avec le totem de « belette rayonnante ». Il étudie l'architecture, d'abord à Saint-Luc à Liège en première année, puis les quatre suivantes à La Cambre à Bruxelles. Il est diplômé en 1981. Il obtient, par la suite, une licence en sciences de l’environnement à l’université de Liège. Il travaille un an et demi au cabinet de l’échevin de l’urbanisme de la ville de Liège comme conseiller. Il y travaille dans l’ombre sur quelques dossiers liégeois comme celui de la place Saint-Lambert.
Appelé au service militaire, il choisit l’objection de conscience et un service civil de 22 mois dans un théâtre de marionnettes (Al Botroule). Il fréquente alors assidûment le Cirque Divers.
Il travaille brièvement comme architecte (à l'atelier Pissart, Strebelle et à son propre compte). C’est à cette époque, vers 1984, qu’il vend ses premiers dessins à des journaux comme Le Vif, Le Vif/L'Express, La Cité, La Wallonie, Défi Sud, Espaces de Liberté, Pourquoi Pas ?, Trends-Tendances, Pan, Le Soir Illustré, Femmes d'aujourd'hui, La Libre Belgique, Le Peuple, etc. Quasi tous les journaux et magazines belges francophones l’ont un jour ou l’autre publié. Il est le dessinateur attitré du quotidien Le Soir depuis 2002.
Parmi ses autres collaborations régulières, on compte le SETCa de la FGTB, Le Quinzième Jour, mensuel de l'université de Liège et celui des cinémas du groupe Les Grignoux. Il a illustré d’innombrables affiches, brochures, publications les plus diverses et collaboré avec bien des agences de communication.
Parallèlement, Pierre Kroll mène une carrière en télévision, surtout à la RTBF, avec L’Écran Témoin, émission de débat, hebdomadaire, où il dessine en direct de 1985 à 1992 puis à nouveau en 1996 et 1997. Il passe ensuite aux débats, hebdomadaires aussi mais plus politiques, de Mise au Point tous les dimanches matin sur la même chaîne. Dans l’intermède, il participe à une émission d’humour de la chaîne privée RTL-TVI : Y en aura pour tout le monde. En 1996, il réalise un dessin quotidiennement pour le JT Soir de la RTBF. Il est chroniqueur, illustrateur ou même co-présentateur d'autres émissions, toujours pour la chaîne publique RTBF : Bizness bizness, Cœur et Pique, Cinémoi, Les @llumés.be, La Télé Infernale, Bonnie & Clyde, etc.
Homme de radio aussi, il participe à l'émission Le Jeu des dictionnaires sur la radio publique La Première et La Semaine infernale où il livre son regard sur l’actualité.
En septembre 2021, la RTBF annonce qu'elle cesse sa collaboration avec Pierre Kroll.
Il a obtenu quatre fois le premier prix du Press Cartoon of Belgium (2006, 2009, 2012 et 2017) qui récompense le meilleur dessin de presse publié dans l’année. Il a reçu « le prix de l’humour vache » en 1986 en France avec Jean Solé. Les dessins de Pierre Kroll sont régulièrement repris dans le Courrier International et quelques journaux français. Il est souvent invité par TV5 Monde.
Il a souvent exposé en Belgique, et collabore régulièrement avec une galerie liégeoise, la galerie Lierhmann. Il est également membre du collectif et du site web The Cartoonist, réunissant des dessinateurs belges de presse, créé par Marec, où leurs travaux sont mis à la disposition du public,. Pierre Kroll fait partie de l'association Cartooning for Peace, le projet initié par Plantu (Le Monde) et les Nations unies, qui le conduit à de fréquentes rencontres et expositions à l’étranger.
Depuis 1995, il publie chaque année au moins un album de ses dessins, plus les inédits et les refusés.
Il est par ailleurs le neveu de l'architecte Lucien Kroll.
Aujourd'hui, en 2025, il vit à Liège.

### Presse et télévision
En 2023, il publie quotidiennement dans Le Soir, en plus de chaque semaine dans Ciné Télé Revue, Moustique et, depuis le 12 janvier 2018, dans Ebdo.
Tous les mercredis soir, il dessine en direct sur À votre avis, le débat politique de la télévision publique belge, la RTBF.
Chaque mois, il rédige un billet humoristique pour le journal flamand De Standaard.

### One-man-show
Depuis le 16 octobre 2015, il monte sur scène dans un spectacle prévu initialement pour 10 dates en Wallonie et à Bruxelles mais des dizaines de dates s'ajoutent en 2016, 2017, 2018, 2019 et 2020. Ce one-man-show est intitulé Pierre Kroll en scène, avec pour un écran et une table à dessin en guise de décor. Pendant 1h30, il plonge le public dans l'humour de presse, l'interpelle et l'invite même dans la " rédaction " du journal Le Soir. Tout y passe : le rapport au religieux, l'absurdité des tabous sexuels, la relativité de l'exercice du pouvoir. Avec, en filigrane, un cours hilarant et impertinent sur le rôle de la caricature depuis la nuit des temps.

## Publications personnelles (recueils de dessins et de textes)
Depuis 1995, il a publié 26 recueils annuels de dessins d'abord aux éditions Luc Pire, ensuite aux éditions La Renaissance du livre et, depuis 2017, aux éditions Les Arènes. Il publie également, depuis 2008, des agendas (petit et grand format) très originaux. Il publie également et régulièrement des albums thématiques :
- Les Dessins de l'écran[12], Liège, Dessain ; RTBF, 1987  (ISBN 2-502-00175-7).
- C'est très drôle (et d'ailleurs c'est belge), Les Arènes, novembre 2017, 400 p..
- Les Français vus par un Belge, Les Arènes, novembre 2018, 144 pages.
- Des signes qui ne trompent pas, Les Arènes, novembre 2019, 144 pages.
- Alors, on en parle ?, Les Arènes, juin 2020, 144 p..
- Angela, éditions Kennes, septembre 2021, 120 p.  (ISBN 978-2-380-75518-3).

### Listes des albums annuels
1. C'est pour offrir ?, Luc Pire, 1er janvier 1995, 96 p. (ISBN 978-2930088228)
2. Je vous l'emballe ?, 1er janvier 1996, 96 p. (ISBN 978-2930088372)
3. Et chez vous, ça va ?, Luc Pire, 1997, 96 p. (ISBN 2-930088-80-X, présentation en ligne)
4. Je dis ça, je dis rien, 1er février 1998, 96 p. (ISBN 978-2-9302-4009-1)
5. Histoire du XXe siècle de 1999 à nos jours..., 1999, Luc Pire, 1999, 96 p. (ISBN 2-930240-64-4)
6. Et bon maintenant, qu'est ce qu'on fait ?, 31 décembre 2000, 96 p. (ISBN 978-2874150104)
7. Attentats, accouchement et calculettes, 9 juillet 2002, 96 p. (ISBN 978-2874151118)
8. Les Normales saisonnières, 28 octobre 2002, 96 p. (ISBN 978-2-8741-5253-5 et 2-87415-253-6)
9. On a eu de la chance avec le temps, 2003, 96 p. (ISBN 978-2874153648)
10. C'est le dixième !, Luc Pire, 2004, 96 p. (ISBN 2-87415-459-8)
11. Habemus papam et Bruxelles-Hal-Vilvorde, 1er septembre 2005, 96 p. (ISBN 978-2874155413)
12. Hyper serein et Allah bonheur, Luc Pire, 7 avril 2011, 96 p. (ISBN 978-2874156656)
13. Au pays des oranges bleues, Luc Pire, 29 octobre 2007, 96 p. (ISBN 978-2-87415-831-5)
14. Ça ne s'arrange pas, 6 novembre 2008, 96 p. (ISBN 978-2507001346)
15. Michael Jackson n'est pas mort. Il est sur une île avec Maurice Lippens, La Renaissance du livre, coll. « Humour », 22 octobre 2009, 96 p. (ISBN 978-2507004545)
16. Alors on danse, 2010, 104 p. (ISBN 978-2507003036)
17. Quand est-ce qu'on mange ? (préf. Oussama Ben Laden), 27 octobre 2011, 96 p. (ISBN 2507003154)
18. La Fin du monde est reportée: (à une date ultérieure), 30 octobre 2012, 96 p. (ISBN 978-2-507-05064-1)
19. On s'en souviendra, 3 décembre 2013, 96 p. (ISBN 978-2507051365)
20. Le Grand Vingtième, 22 novembre 2014, 96 p. (ISBN 978-2507052324)
21. On rira tous au paradis, 5 novembre 2015, 96 p. (ISBN 978-2507053604)
22. Ça ira mieux après-demain, 28 octobre 2016, 96 p. (ISBN 978-2507054540)
23. Et c'est normal, tout ça ?, Les Arènes, coll. « Article dessin de presse », 24 novembre 2017, 96 p. (ISBN 978-2352046653)
24. Champions du monde, Les Arènes, octobre 2018, 96 p. (ISBN 978-2-352-04976-0)
25. Nouvelle Lune, Les Arènes, octobre 2019, 96 p. (ISBN 9782711201945)
26. Une année sans fin, Les Arènes, octobre 2020, 96 p. (ISBN 9791037502520)
27. Piqûres de rappel, Les Arènes, octobre 2021, 96 p. (ISBN 9791037505262)
28. Un Russe et un virus sont dans un bateau, Les Arènes, octobre 2022, 96 p. (ISBN 979-10-37507-16-7)
29. Le Vrai du fou, Les Arènes, octobre 2023,  (ISBN 979-10-37510-20-4).
30. Guère de paix ou si peu...[13], Les Arènes, octobre 2024,  (ISBN 979-10-37512-56-7).

On lui doit également quatre recueils de Petits textes tirés de ses chroniques dans l'émission radiophonique La Semaine infernale sur La Première (RTBF). En 2007-2008, il a également publié deux recueils de dessins, d'un format plus petit, intitulés Dessine-moi la Belgique (ce titre est un pastiche de la phrase « Dessine-moi un mouton » dans le conte Le Petit Prince d'Antoine de Saint-Exupéry) et Desperate Belgium (cet intitulé est le pastiche du titre de la série américaine Desperate Housewives).
Avec l'humoriste flamand Bert Kruisman, il publie en 2011 et 2012 un petit livre intitulé Foert non di dju, écrit en français et néerlandais.
En 2017, la maison d'édition Les Arènes publie un recueil intitulé C'est très drôle (et d'ailleurs, c'est belge) qui résume en 400 pages plus de 30 ans de carrière.
En 2024, il publie, avec Vinciane Despret Dieu, Darwin, tout et n’importe quoi, Histoires naturelles aux éditions Les Arènes.

## Distinctions
- 1988 : prix de l'Humour vache[1], avec Solé ;
- 2005 :  Chevalier de l'ordre de la Couronne[15] attribuées par le Gouvernement de la Fédération Wallonie-Bruxelles (Communauté Francophone de Belgique) ;
- 2006 :  prix du Press Cartoon Belgium[16] ;
- 2009 :  prix du Press Cartoon Belgium[16] ;
- 2010 :  prix de la Pensée wallonne[17], Mons ;
- 2012 :  prix du Press Cartoon Belgium[16] ;
- 2013 : Insignes de docteur honoris causa de l'université de Liège[18] ;
- 2015 :  Officier du Mérite wallon (O.M.W.)[19] ;
- 2016 : Élu à l'Académie royale de Belgique (Classe des Lettres et des Sciences morales et politiques)[10] ;
- 2017 :  prix du Press Cartoon Belgium[20].
- Citoyen d'honneur de Liège[21].

#### Livres
: document utilisé comme source pour la rédaction de cet article.
- Jacques Fiérain, « Kroll, Pierre », dans La BD dans les provinces de Liège, Namur et Luxembourg, Charleroi, Éd. l'Âge d'or, 2004, 112 p., ill. ; 31 cm (ISBN 9782960019698, OCLC 470388297, présentation en ligne), p. 59.
- Numa Sadoul, Dessinateurs de presse : entretiens avec Cabu, Charb, Kroll, Luz, Pétillon, Siné, Willem et Wolinski, Grenoble, Glénat, 12 février 2014, 215 p. (ISBN 978-2-344-00016-8, présentation en ligne).

#### Articles
- Jacques Fiérain, « Portrait d'auteur : Pierre Kroll, le satiriste », Lectures, Centre de lecture publique de la Communauté française, no 132,‎ septembre - octobre 2003, p. 22 (lire en ligne, consulté le 23 juin 2025).
- Pierre Kroll (interviewé par Nicolas Anspach), « Pierre Kroll : « Je suis adepte des circuits narratifs courts ! » », ActuaBD,‎ 15 mars 2009 (lire en ligne, consulté le 24 septembre 2023).
- Pierre Kroll (interviewé par Daniel Couvreur et Nicolas Crousse), « Les Racines élémentaires de Pierre Kroll : « Je suis un conservateur progressiste » », Le Soir,‎ 20 décembre 2024 (lire en ligne , consulté le 27 avril 2025).

### Émissions de télévision
- "Kroll : un Russe et un virus sont dans un bateau sur Qu4tre Liège Média, présentation : Françoise Bonivert (2 min 38 s), 20 novembre 2022.

### Vidéographie
- [vidéo] « Pierre Kroll : "En Belgique, on utilise plus facilement l'ironie, on se prend moins au sérieux" », sur YouTube